# Yūbari (1923)

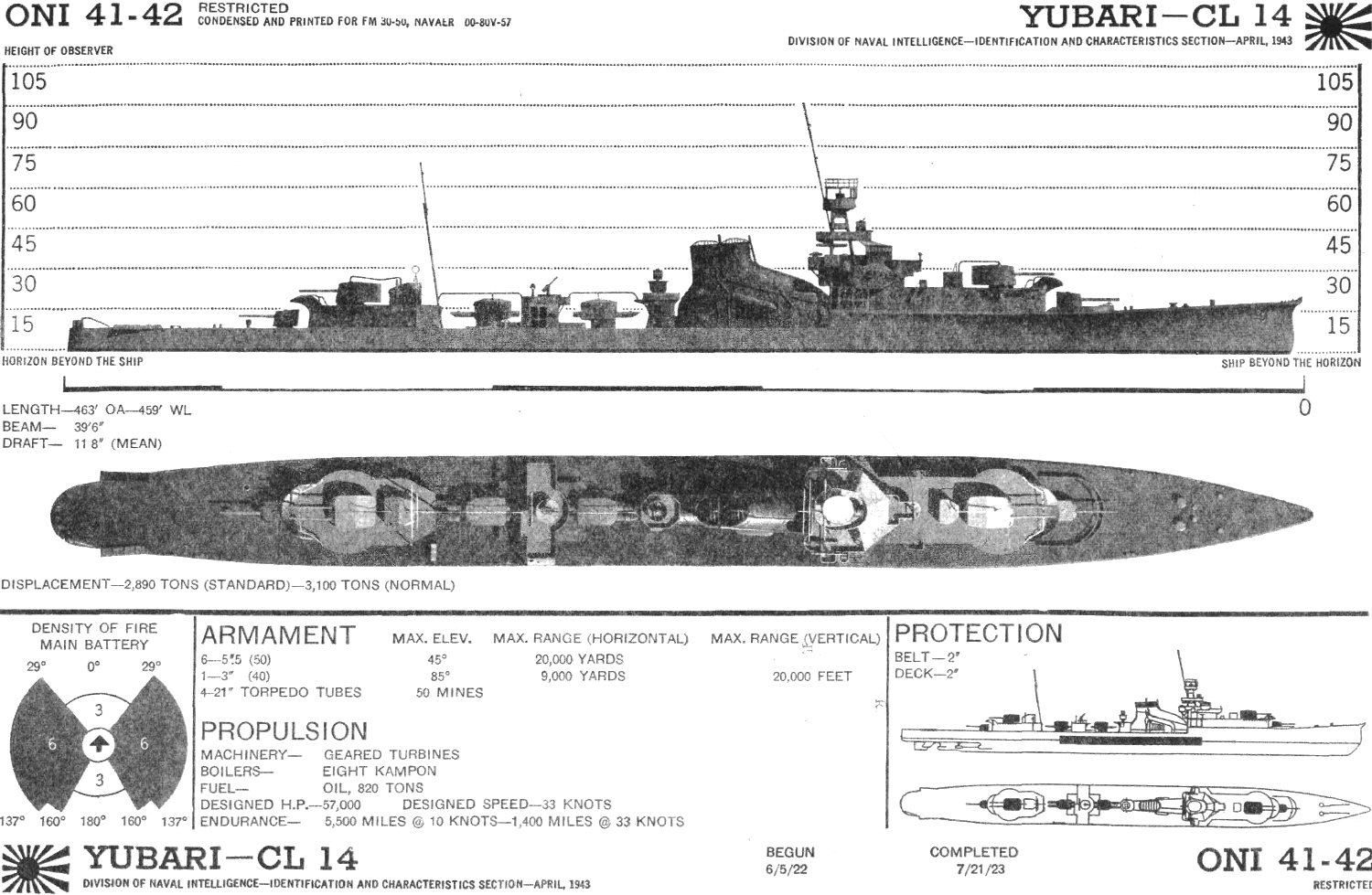
Szkic rozpoznawczy „Yūbari”

Yūbari (jap. 夕張 Yūbari) – japoński mały lekki krążownik okresu międzywojennego i II wojny światowej. W służbie od 1923 roku, został zatopiony przez amerykański okręt podwodny w 1944. Był on pod względem wyporności standardowej najmniejszym ze zbudowanych okrętów klasy lekkich krążowników, szeroko znanym na świecie i mającym duży wpływ na konstrukcje dalszych japońskich krążowników w okresie międzywojennym.

## Historia powstania
„Yūbari” został zaprojektowany jako jednostka eksperymentalna w celu sprawdzenia założeń konstrukcyjnych dla nowo projektowanych większych krążowników (typu Furutaka i dalszych). Wykazywał on możliwość skonstruowania stosunkowo niewielkiego okrętu, który jednak miał silne uzbrojenie i opancerzenie oraz dużą prędkość, przy zachowaniu dobrych własności morskich. Jednocześnie, „Yūbari” miał spełniać rolę lidera – przewodnika flotylli niszczycieli, służącego do ich wsparcia ogniowego, podobnie jak zbudowane wcześniej małe krążowniki typu Tenryū. Oficjalnie był klasyfikowany w Japonii jako krążownik 2. klasy (nitō-jun’yōkan) – poniżej 7000 t wyporności. Określany był też jako krążownik zwiadowczy. 
Nowy krążownik początkowo miał nosić nazwę „Ayase”, lecz 23 grudnia 1921 zdecydowano o zmianie nazwy na „Yūbari” (od nazwy rzeki na Hokkaido). Krążownik „Ayase” był przewidywany do budowy już w programie z 1917 i miał być wówczas jednostką typu Natori, lecz wówczas go nie zamówiono. Okręt zamówiono już według nowych planów, w 1921. Projekt został szybko opracowany pod koniec 1921, przez kmdra ppor. Kikuo Fujimoto, pod kierunkiem znanego konstruktora Yuzuru Hiragi. Budowa trwała wyjątkowo krótko – stępkę położono 5 czerwca 1922 w stoczni marynarki wojennej w Sasebo, wodowano go 5 marca 1923, a okręt wszedł do służby już 31 lipca 1923.
W celu zmniejszenia wielkości okrętu przy zachowaniu odpowiedniej wytrzymałości konstrukcji i dobrych własności morskich, położono nacisk na ekonomię wykorzystania masy, w tym zastosowano pancerz burt i pokładu pełniący zarazem rolę elementu konstrukcyjnego, obniżono burty na śródokręciu i rufie, zredukowano wielkość nadbudówek, połączono przewody dymowe w jeden szeroki komin, a także zastosowano artylerię w postaci 6 dział 140 mm i wyrzutnie torpedowe w osi symetrii okrętu (takie usytuowanie wyrzutni torped było rzadkością na krążownikach). W sylwetce „Yūbari” po raz pierwszy pojawiły się elementy charakterystyczne następnie dla japońskiej szkoły budowy okrętów okresu międzywojennego, jak charakterystyczny wygięty kształt dziobnicy w formie rozciągniętej litery S i kształt zbiorczego komina oraz wieżowa nadbudówka dziobowa.

## Ocena projektu
„Yūbari” przedstawiał sobą typ małego lekkiego krążownika, jaki nie miał wielu odpowiedników we flotach świata, stanowiący klasę pośrednią między lekkim krążownikiem a wielkim niszczycielem (według zbliżonej koncepcji powstały w drugiej połowie lat 30. holenderskie krążowniki typu Tromp i włoskie typu Capitani Romani). Jako taki, był to udany i nowoczesny okręt, niemniej jednak był słabszy od większości lekkich krążowników, mając przede wszystkim słabsze uzbrojenie. Mimo że kaliber artylerii głównej 140 mm był typowy dla japońskich krążowników lekkich tego okresu, pozostałe państwa uzbrajały swoje jednostki w potężniejsze działa kalibru 150–155 mm (przyczyną zastosowania kalibru 140 mm było łatwiejsze ładowanie lżejszych pocisków, co odpowiadało warunkom fizycznym japońskich marynarzy). Nowoczesne było zastosowanie części artylerii w dwudziałowych wieżach. Należy podkreślić, że mimo małych rozmiarów, liczba 6 dział w salwie burtowej „Yūbari” odpowiadała większości krążowników lekkich budowanych do początku lat 20., w tym większym japońskim okrętom tej klasy. Wkrótce jednak rozpoczęto za granicą budowę większych krążowników z większą liczbą dział. Wadą „Yūbari”, wynikającą z małych rozmiarów, był praktyczny brak artylerii przeciwlotniczej i trudność w zwiększeniu lekkiego uzbrojenia przeciwlotniczego bez przeciążenia okrętu, które to uzbrojenie okazało się kluczowe w wojnie na Pacyfiku. Dlatego też podczas modernizacji w 1944 dodano działo przeciwlotnicze kalibru 120 mm i 25 działek 25 mm kosztem zmniejszenia liczby dział artylerii głównej do 4. Ponadto, z powodu przekroczenia projektowanej wyporności już na etapie budowy, okazało się, że okręt ma stosunkowo niewielki zasięg, porównywalny z niszczycielami. Mimo ograniczonej wielkości, „Yūbari” miał jednak całkiem dobre opancerzenie kadłuba, natomiast artyleria była praktycznie nieopancerzona. Burtowy pas pancerny składał się z wewnętrznej warstwy 38 mm ze stali chromowej NVNC oraz zewnętrznego poszycia kadłuba grubości 19 mm ze stali NT (pas pancerny miał długość 57,91 m, wysokość 4,15 m i chronił kotłownie i maszynownie). Opancerzenie stanowiło 10,3% wyporności standardowej.

## Służba
Po wejściu do służby 31 lipca 1923 okręt bazował w Sasebo. W lutym 1925 podwyższono mu komin o 2 metry w celu zmniejszenia zadymienia pomostu bojowego. Od kwietnia do maja tego roku odbył rejs po południowym Pacyfiku, zawijając do Australii. 1 grudnia 1925 został przydzielony jako lider 1. eskadry (flotylli) niszczycieli 1. Floty (zastępując „Tenryu”), a następnie 1 grudnia 1926 2. eskadry 2. Floty. 1 grudnia 1927 został przeniesiony do rezerwy, służąc jako okręt szkolny stacjonujący w bazie Kure. 1 grudnia 1931 został ponownie liderem 1. eskadry niszczycieli. Od stycznia do marca 1932 działał z flotyllą na wodach Chin, podczas konfliktu Japonii z Chinami (incydent szanghajski). Ostrzeliwał wówczas pobrzeże chińskie, przy czym doznał niewielkich uszkodzeń. Po remoncie, od listopada 1933 okręt skierowano do rezerwy: od grudnia służył w eskadrze ochrony bazy Sasebo, a od listopada 1934 w eskadrze ochrony bazy Yokosuka. W 1934 i 1935 przeszedł dwukrotny remont, podczas których m.in. usunięto tory minowe i założono balast, przy czym wzrosła wyporność okrętu. Od 15 listopada 1935 „Yūbari” został liderem 5. eskadry niszczycieli 3. floty (zamiast „Tatsuta”), z główną bazą w Mako. Po agresji Japonii na Chiny, od jesieni 1937 „Yūbari” pełnił służbę patrolową na wodach chińskich, po czym od 7 grudnia 1937 ponownie znalazł się w rezerwie w Yokosuce. W 1940 zamiast zdjętego wcześniej działa plot 76 mm zamontowano na nim 4 automatyczne działka 25 mm. 15 października 1940 został liderem 6. eskadry niszczycieli 4. floty. Na początku 1941 przeprowadził wraz z flotyllą rekonesans wśród wysp południowo-zachodniego Pacyfiku (Saipan, Truk, Palau). W październiku 1941, w ramach przygotowań Japonii do przystąpienia do II wojny światowej, został przebazowany do bazy Truk na Karolinach, a następnie w grudniu do atolu Kwajalein.
Po przystąpieniu Japonii do wojny i ataku na siły USA, „Yūbari” jako okręt flagowy 6. eskadry kontradmirała Sadamichi Kajioka, wraz z krążownikami „Tenryu” i „Tatsuta” oraz niszczycielami, wziął udział w operacji opanowania atolu Wake (operacja „Z”). Po nieudanej walce z amerykańskimi bateriami nadbrzeżnymi kalibru 127 mm, okręty japońskie musiały jednak 11 grudnia 1941 odstąpić od Wake i powrócić do Kwajalein, tracąc dwa niszczyciele („Hayate” i „Kisaragi”). „Yūbari” z pozostałymi okrętami wziął następnie udział w powtórnej, tym razem udanej, akcji wysadzenia desantu na Wake 23 grudnia, przykrywając lądowanie od strony morza. Uczestniczył następnie w zajęciu Rabaulu i Surumi na Nowej Brytanii w styczniu i lutym 1942 (operacja „R”). Bazował w tym okresie głównie w Rabaulu. 8 marca 1942 „Yūbari” wspierał operację zdobycia portów Lae i Salamaua na północy Nowej Gwinei (operacja „SR”). 10 marca okręty japońskie stojące na kotwicach przed Lae i Salamaua zostały zaatakowane przez 90 amerykańskich samolotów z lotniskowców USS „Yorktown” i USS „Lexington”, w wyniku czego „Yūbari” odniósł niewielkie uszkodzenia od bliskich wybuchów bomb i zginęło na nim 14 członków załogi. Po tym zdarzeniu, do 10 kwietnia był remontowany w Rabaulu i w Truk. Na początku maja „Yubari” miał wziąć udział w zajęciu Port Moresby na Nowej Gwinei (operacja „MO”), jako okręt flagowy zespołu inwazyjnego, lecz na skutek bitwy na Morzu Koralowym, Japończycy odwołali operację i zawrócili zespół inwazyjny. Następnie, od końca maja do czerwca „Yūbari” udał się na dokowanie do Yokosuki w Japonii.
Po powrocie do Truk, 23 czerwca 1942, „Yūbari” z niszczycielem „Uzuki” eskortował trzy transportowce przewożące wojsko na Guadalcanal, gdzie dotarły 6 lipca 1942. Także w lipcu, po rozformowaniu 6. eskadry niszczycieli, „Yūbari” został przydzielony do 29. eskadry niszczycieli 4. floty, a następnie do nowo sformowanej 8. floty z bazą w Rabaulu. Po desancie amerykańskim na Guadalcanal, japońskie dowództwo wysłało na okoliczne wody zespół w składzie pięciu ciężkich i dwóch lekkich krążowników, w tym „Yūbari”. W nocnej bitwie koło wyspy Savo z 8 na 9 sierpnia 1942 (pierwszej z bitew morskich koło Guadalcanalu), zespół japoński zatopił 4 ciężkie krążowniki alianckie. Główny ciężar bitwy spoczywał na japońskich ciężkich krążownikach, lecz „Yūbari” wystrzelił 96 pocisków i uszkodził czterema trafieniami niszczyciel USS „Ralph Talbot” oraz prawdopodobnie z niego pochodziła torpeda, która trafiła w kotłownię krążownik USS „Vincennes”. Sam nie doznał uszkodzeń. 
Od sierpnia do października „Yūbari” pełnił służbę eskortową i patrolową na wodach wokół wysp Pacyfiku, bazując głównie w Truk. 30 i 31 sierpnia osłaniał transportowiec wysadzający garnizony kolejno na wyspach Nauru i Ocean. W dniach 13-21 października eskortował konwój z Palau na Filipiny i z powrotem. Przez cały listopad bazował w atolu Tarawa jako okręt dozorowy. W grudniu 1942 wrócił do Yokosuki w Japonii na remont trwający do marca 1943, po czym znowu pełnił służbę na poprzednim akwenie. W nocy na 3 lipca 1943 ostrzeliwał z 8 niszczycielami pozycje amerykańskie na wyspie Rendova, ścierając się przy tym z trzema amerykańskimi kutrami torpedowymi. W drodze powrotnej do Buin na Bougainville 5 lipca „Yubari” wszedł na amerykańską minę magnetyczną, zrzuconą przez samoloty z Guadalcanalu i doznał uszkodzeń, lecz zdołał dojść do Rabaulu o własnych siłach. W lipcu przechodził remont w Truk, a następnie do 18 października w Yokosuce. 3 listopada powrócił do Rabaulu, a kilka dni później został użyty do transportu wojska na Bougainville.
11 listopada 1943 „Yūbari” doznał lekkich uszkodzeń podczas nalotu amerykańskiego na Rabaul. 18 i 24 listopada wykonał dwa dalsze rejsy transportowe, podczas których był atakowany przez amerykańskie lotnictwo, ponownie odnosząc niewielkie uszkodzenia od bliskich wybuchów bomb. W grudniu 1943 okręt ponownie wrócił do Japonii, gdzie przeszedł do marca 1944 modernizację w celu lepszego dostosowania go do funkcji eskortowych przez wzmocnienie jego uzbrojenia przeciwlotniczego i instalację radaru. Po modernizacji, w marcu 1944 uczestniczył w eskorcie konwoju z Japonii na Saipan. 26 kwietnia 1944 „Yūbari” wyruszył z dwoma niszczycielami i transportowcem z Palau do wyspy Sonsorol, przenosząc także 365 żołnierzy na pokładzie. Po wysadzeniu wojska, 27 kwietnia, w drodze powrotnej około godz. 10.04 został storpedowany koło Sonsorol przez amerykański okręt podwodny USS „Bluegill”. Z salwy 6 torped, jedna torpeda trafiła w kotłownie z prawej burty, zatopieniu uległa część przedziałów, wybuchł pożar i zginęło 19 członków załogi. „Yūbari” został wzięty na hol przez niszczyciel „Samidare”, lecz 28 kwietnia rano, wobec dalszego nabierania wody, okręt opuszczono, po czym zatonął on o godzinie 10.15 na pozycji 5°38′N 131°45′E/5,633333 131,750000. Dopiero 10 czerwca 1944 formalnie skreślono go z listy floty.

## Dane techniczne
- wyporność:
  - standardowa: 2890 t
  - normalna: 3560 t
  - pełna: 4448 t (po modyfikacjach w poł. lat 30.)
- wymiary:
  - długość: 139,45 m
  - szerokość: 12,04 m
  - zanurzenie: 3,86 m
- napęd: 3 turbiny parowe o mocy 61 336 KM, 8 kotłów parowych, 3 śruby
- prędkość maksymalna: 34,7 w
- zasięg: 3310 mil morskich przy prędkości 14 w
- zapas paliwa: 916 t.
- załoga: 328

### Uzbrojenie i wyposażenie
- początkowo:
  - 6 dział kalibru 140 mm Typ 3 w dwóch dwudziałowych wieżach i dwóch pojedynczych stanowiskach osłoniętych maskami (2xII, 2xI),
    - długość lufy: L/50 kalibrów, kąt podniesienia do 20°, donośność maksymalna 15.800 m, masa pocisku 38 kg.

  - 1 działo przeciwlotnicze 76,2 mm (nominalnie 8 cm) Typ 3 (do 1933 lub 1940)
  - 2 km plot 7,7 mm
  - 4 wyrzutnie torped 610 mm (2xII), 8 torped
  - 48 min

- 1940-1943:
  - 6 dział 140 mm Typ 3 (2xII, 2xI)
  - 4 działka przeciwlotnicze 25 mm Typ 96 (2xII)
  - 4 wyrzutnie torped 610 mm (2xII)

- od marca 1944:
  - 4 działa 140 mm Typ 3 (2xII)
  - 1 działo przeciwlotnicze 120 mm
  - 27 działek przeciwlotniczych 25 mm Typ 96 (3xIII, 2xII, 8xI)
  - 4 wyrzutnie torped 610 mm (2xII)
  - 2 zrzutnie bomb głębinowych (12 bomb)

### Opancerzenie
- pas burtowy: 57 mm
- wewnętrzny pokład pancerny: 22–25 mm
- wieże i maski dział artylerii głównej: 10 mm od przodu
- łączna masa: 349 t